# Хрущовська антирелігійна кампанія

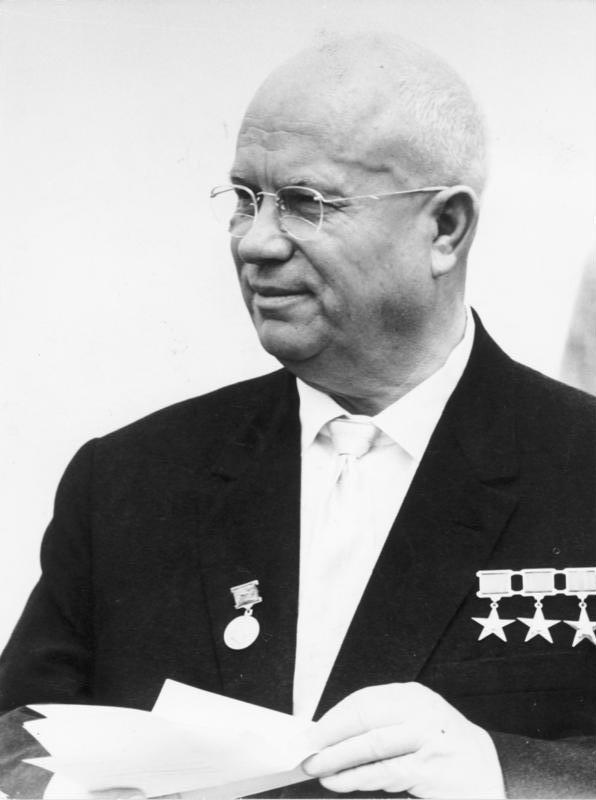
Ініціатор кампанії — М. С. Хрущов

Хрущовська антирелігійна кампанія (Хрущовські гоніння на релігію) — період загострення боротьби з релігією в СРСР, пік якого припав на 1958—1964 роки. Названа по імені керівника країни в той час — Першого секретаря ЦК КПРС Микити Хрущова. Саме Хрущову приписувано нібито дану в кінці 1950-х років публічну обіцянку до кінця Семирічки, тобто до 1965 року (в деяких джерелах — до 1975 року, до 1980 року) «показати останнього попа по телевізору».
Багато дослідників і релігійних діячів сходяться на думці, що хрущовська кампанія стала найважчим часом для релігійних організацій СРСР у післявоєнний період. Так, відомий правозахисник і православний священик Георгій Едельштейн (під час кампанії був мирянином) охарактеризував її як «хрущовський шабаш».